# Landsvirkjun
Landsvirkjun è la compagnia elettrica nazionale dell'Islanda. Produce e trasporta la maggior parte dell'energia elettrica islandese.
La compagnia possiede diciotto centrali elettriche, in maggior parte impianti idroelettrici e geotermici.

## Centrali elettriche
Landsvirkjun possiede 14 centrali idroelettriche, 3 centrali geotermiche ed una centrale eolica.
| Centrale       | Anno | Tipo          | Capacità (MW) | Produzione GWh/anno |
| -------------- | ---- | ------------- | ------------- | ------------------- |
| Hafið          | 2013 | Eolica        | 1.8           | 6.7                 |
| Bjarnarflag    | 1969 | Geotermica    | 5             | 42                  |
| Krafla         | 1977 | Geotermica    | 60            | 500                 |
| Theistareykir  | 2017 | Geotermica    | 90            | 738                 |
| Blöndustöð     | 1991 | Idroelettrica | 150           | 990                 |
| Búðarhálsstöð  | 2014 | Idroelettrica | 95            | 585                 |
| Búrfell        | 1969 | Idroelettrica | 270           | 2300                |
| Búrfell II     | 2018 | Idroelettrica | 100           | 700                 |
| Fljótsdalur    | 2007 | Idroelettrica | 690           | 4800                |
| Hrauneyjafoss  | 1981 | Idroelettrica | 210           | 1300                |
| Írafossstod    | 1953 | Idroelettrica | 48            | 236                 |
| Laxá 1         | 1939 | Idroelettrica | 5             | 3                   |
| Laxá 2         | 1953 | Idroelettrica | 9             | 78                  |
| Laxá 3         | 1973 | Idroelettrica | 135           | 92                  |
| Ljósafoss      | 1937 | Idroelettrica | 16            | 105                 |
| Sigalda        | 1978 | Idroelettrica | 150           | 920                 |
| Steingrímsstöd | 1959 | Idroelettrica | 27            | 122                 |
| Sultartangi    | 1999 | Idroelettrica | 125           | 1020                |
| Vatnsfell      | 2001 | Idroelettrica | 90            | 490                 |